# Goodyera werneri
Goodyera werneri är en orkidéart som beskrevs av Rudolf Schlechter. Goodyera werneri ingår i släktet knärötter, och familjen orkidéer. Inga underarter finns listade i Catalogue of Life.